# Mine de Letseng
La mine de Letšeng est une mine à ciel ouvert de diamant située en Lesotho. Elle est la propriété de Gem Diamonds, Ltd. et du gouvernement du Lesotho. Située à une altitude de 3 100 m, elle est la mine de diamants la plus haute au monde.

## Histoire
L'industrie minière du diamant au Lesotho commence à la fin des années 1950. Exploitée dans les années 1960 et 1970, la mine de Letšeng ferme au début des années 1980 en raison d'une exploitation coûteuse pour une trop faible production. Grâce à l'évolution des techniques, la production est relancée lorsque Gem Diamonds acquit la mine en 2006.

## Production
Elle possède un minerai pauvre (moins de 2 carats (400 mg) / 100 tonnes) mais est connue pour sa production de gros diamants, ayant le plus haut pourcentage de grands diamants (supérieur à 10 carats (2 g)), lui donnant la plus grande valeur en dollars par carat de toutes les mines de diamants. Lors des six premiers mois de 2007, la moyenne mondiale était d'environ 81 $US par carat, tandis que la moyenne de Letšeng était d'environ 1 894 $US par carat.

### Diamants
Plusieurs de ses pierres font partie des plus gros diamants au monde. Parmi ses trouvailles, on trouve le Lesotho Promise, une pierre de 603 carats découverte en 2006. Et en 2018, Gem Diamonds annonce la découverte du cinquième plus gros diamant de qualité au monde : 910 carats, de couleur D et de Type IIa, évalué à plus de 40 millions de $. La pierre a été nommée le Lesotho Legend et est actuellement la plus grosse trouvée sur le site.
Liste des plus gros diamants trouvés dans la mine :
- Lesotho Legend - 910 carats, trouvé en 2018
- Lesotho Promise - 603 carats, trouvé en 2006

- Letšeng Star - 550 carats, trouvé en 2011
- Letšeng Legacy - 493 carats, trouvé en 2007
- Lesedi la Letšeng - 478 carats, trouvé en 2008
- Letšeng Dinasty - 357 carats, trouvé en 2015
- Letšeng Destiny - 314 carats, trouvé en 2015

Plus rares et plus petits, des diamants de couleurs sont parfois extraits. Il a été ainsi trouvé un diamant jaune de 299 carats (2014), un diamant bleu de 12 carats (2013) et un diamant rose de 7.87 carats (2017).

## Climat
Inhabituel pour l'Afrique, et en raison de son altitude, les températures de la mine peuvent chuter à -20 °C et les chutes de neige sont communes en hiver.